# Marino Bon Valsassina
Marino Bon Valsassina (Treviso, 17 settembre 1921 – Perugia, 9 aprile 1991) è stato un giurista italiano.

## Biografia
Laureato all'Università di Bologna, ha insegnato nelle università di Urbino, Pisa e Perugia. Autore di importanti saggi pubblicati sulle principali riviste specialistiche, ha scritto le voci Onorificenze e Titoli nobiliari nella Enciclopedia giuridica Treccani. Come costituzionalista ha curato con Leopoldo Elia la rassegna Crisi governative dal giugno 1958 al maggio 1960, pubblicata nel 1960 su Giurisprudenza costituzionale ed è autore di numerosi saggi inseriti nella Bibliografia del Parlamento curata dalla Camera dei deputati. Cavaliere di Malta e dell'Ordine dei Santi Maurizio e Lazzaro, è stato presidente dell'Unione Monarchica Italiana, consigliere comunale a Roma dal 1971 al 1981, prima per l'MSI, poi come indipendente, editorialista politico a Il Giornale d'Italia (1901-1976) e a Il Tempo, collaborava a numerose iniziative della destra del suo tempo tra cui la rivista internazionale la Destra.
Partecipò con un intervento intitolato "L'aggressione comunista all'economia italiana" al Convegno dell'hotel Parco dei Principi, noto come il "Convegno sulla guerra rivoluzionaria".

## Opere principali
- Il ripudio della guerra nella Costituzione italiana, Padova, Cedam, 1955
- Sui regolamenti parlamentari, Padova, CEDAM, 1955
- Il bicameralismo imperfetto o limitato nelle costituzioni contemporanee, Napoli, Jovene, 1959
- Le rotture della Costituzione nell'ordinamento statunitense, Padova, CEDAM, 1961
- Studi giuridici sulla programmazione, Padova, CEDAM, 1964
- La società dei nostri giorni osservata da un uomo di destra, prefazione di Manlio Lupinacci, Roma, G. Volpe, 1966